# Apostolska nunciatura na Trinidadu in Tobagu
Apostolska nunciatura na Trinidadu in Tobagu je diplomatsko prestavništvo (veleposlaništvo) Svetega sedeža na Trinidadu in Tobagu, ki ima sedež na Trinidadu.
Trenutni nuncij (november 2024) je Santiago De Wit Guzmán.

## Seznam apostolskih nuncijev
- Paul Fouad Tabet (9. februar 1980–11. februar 1984)
- Manuel Monteiro de Castro (16. februar 1985–21. avgust 1990)
- Eugenio Sbarbaro (7. februar 1991–26. april 2000)
- Emil Paul Tscherrig (8. julij 2000–22. maj 2004)
- Thomas Edward Gullickson (2. oktober 2004–21. maj 2011)
- Nicolas Girasoli (21. december 2011–16. junij 2017)
- Fortunatus Nwachukwu (4. november 2017–17. december 2021)
- Santiago De Wit Guzmán (30. julij 2022–danes)